# 臨安路
临安路，元朝时设置的路。
元世祖至元十三年（1276年）以南路为临安路。治所在通海县（今云南省通海县）。辖境相当今云南省红河哈尼族彝族自治州和通海县、新平彝族傣族自治县、华宁县之间。下辖建水州、石平州、阿迷州、蒙自县等州县。明朝洪武十五年（1382年）正月，改为临安府。